# Pachycrepoideus vindemmiae
Espèce
Pachycrepoideus vindemmiae est une espèce d'Hyménoptères parasitoïdes de la famille des Pteromalidae. Elle est cosmopolite et parasite les pupes de nombreuses espèces de diptères. Elle est ectoparasite et idionbionte, c'est-à-dire que le développement de son hôte est interrompu à partir de la parasitisation.

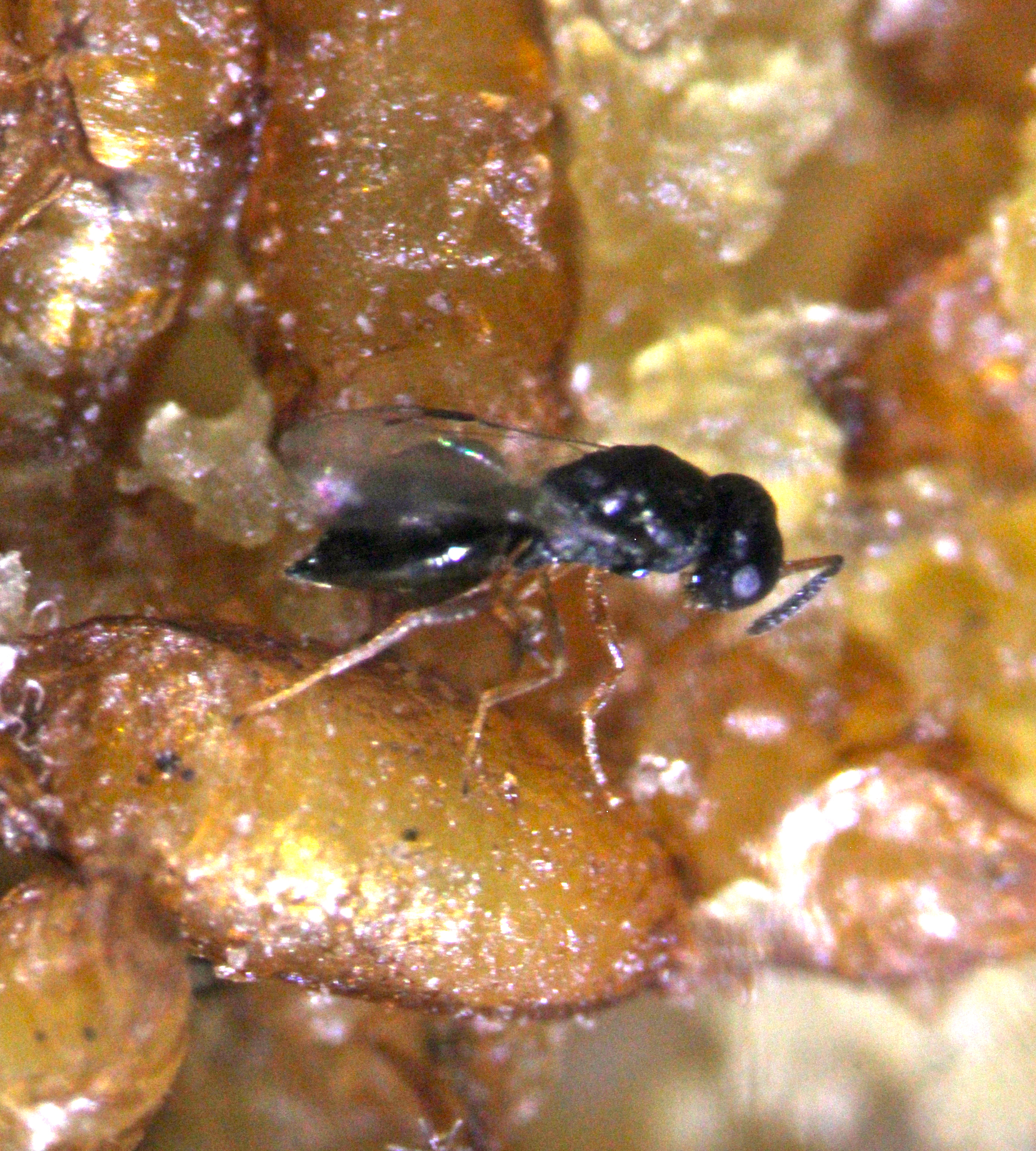
Pachycrepoideus vindemmiae.

Cette espèce fait l'objet de recherches[réf. nécessaire] visant à lutter contre la mouche envahissante et ravageuse de fruits, Drosophila suzukii.

## Systématique
L'espèce a été initialement classée dans le genre Pteromalus sous le protonyme Pteromalus vindemmiae, par l'entomologiste italien Camillo Rondani, en 1875. Elle est déplacée dans le genre Pachycrepoideus en 1904 par l'entomologiste américain William Harris Ashmead, sous le nom valide Pachycrepoideus vindemmiae.
Pachycrepoideus vindemmiae a pour synonymes :
- Anisopteromalia crassinervis Boucek, 1954
- Encyrtus vindemmiae (Rondani, 1875)
- Pachycrepoideus crassinervis Boucek, 1954
- Pachycrepoideus dissimilis Girault & Dodd, 1915
- Pachycrepoideus drosophilae Dodd, 1917
- Pachycrepoideus dubius Ashmead, 1904
- Pachycrepoideus elongata Delucchi, 1955
- Pachycrepoideus nigra Girault, 1915
- Pachycrepoideus vindemiae (Rondani)
- Pachycrepoideus vindemniae (Rondani)
- Pachyneuron vindemmiae (Rondani, 1875)
- Pachyprepoidues vindenmiae (Rondani)
- Pteromalus vindemmiae Rondani, 1875
- Pterosemoidea drosophilae Dodd, 1917
- Toxeumella dissimilis Girault & Dodd, 1915
- Toxeumopsis nigra Girault, 1915